# تيري فينويك
تيري فينويك (بالإنجليزية: Terry Fenwick)‏ (مواليد 17 نوفمبر 1959) هو لاعب كرة قدم. يلعب مع منتخب إنجلترا لكرة القدم. سبق له أن لعب في كأس العالم لكرة القدم مع منتخب بلاده.

## مسيرته الكروية
لعب تيري فينويك خلال مسيرته الاحترافية مع 5 أندية في واحد وعشرون موسمًا وسجل خلالها 42 هدفًا ضمن 455 مباراة. حيث فاز في موسم واحد بالكأس ولم يفز بأي دوري.
خاض تيري فينويك مسيرته مع نادي كريستال بالاس في موسم 1977–78 ليلعب معه أربعة مواسم، مشاركًا في 70 مباراة ولم يسجل أي هدف. ثم انتقل إلى نادي كوينز بارك رينجرز في موسم 1980–81 ليلعب معه ثمانية مواسم، حيث شارك في 256 مباراة سجل خلالها 33 هدفًا. لينتقل بعدها إلى نادي توتنهام هوتسبير في موسم 1987–88 في المرة الأولى ليلعب معه أربعة مواسم ثم في موسم 1991–92 ولمدة موسمين، مشاركًا طوالها في 93 مباراة سجل خلالها 8 أهداف. ثم انتقل إلى نادي ليستر سيتي في موسم 1990–91 لمدة موسم واحد، مشاركًا في 8 مباريات سجل خلالها هدفًا واحدًا. هذا وانتقل لاحقًا إلى نادي سويندون تاون في موسم 1993–94 ولمدة موسمين، مشاركًا في 28 مباراة ولم يسجل أي هدف.

## روابط خارجية
- تيري فينويك على موقع قاعدة بيانات كرة القدم.إي يو (الإنجليزية)
- تيري فينويك على موقع ناشيونال فوتبول تيمز (الإنجليزية)
- تيري فينويك على موقع عالم كرة القدم.نت (الإنجليزية)